# Командування повітряно-космічної оборони Північної Америки
Командування повітряно-космічної оборони Північної Америки (англ. North American Aerospace Defense Command, NORAD) — об'єднана система аерокосмічної оборони США та Канади. Її завданнями є контроль повітряного та навколоземного простору, попередження про повітряний або ракетний напад, протиповітряна та протиракетна оборона. Штаб-квартира і командний центр організації розміщені на американській авіабазі Петерсон.

## Структура
Керування системою НОРАД відбувається з командного центру, який розміщений на американській військово-повітряні базі Петерсон, (штат Колорадо). Його завдання — збір інформації та координація діяльності всіх об'єктів системи. У центр передається інформація з усіх засобів стеження НОРАД. Це дозволяє виявляти будь-яку загрозу з повітря або моря та швидко реагувати на неї. Територія, яка контролюється системою НОРАД поділяється на три частини: аляскінська, канадська та континентальна.
Аляскінський сектор НОРАД охоплює всі об'єкти системи на території штату Аляска, командний пункт розміщений на авіабазі Елмендорф. Його оборону забезпечує 11-а повітряна армія, крім того аляскінський сектор тісно співпрацює зі Збройними силами Канади.
Канадський сектор НОРАД включає всі об'єкти системи, які розташовані на території Канади. Через велику територію він розділений на дві частини: західну і східну. Командний пункт сектору розташований на військовій базі North Bay в провінції Онтаріо. Його функціонування та оборона покладені на 1-у канадську авіаційну дивізію.
Континентальний сектор НОРАД охоплює об'єкти системи на континентальній чистині США. Як і канадський сектор, він поділяється на західну і східну частини. Командний пункт розташований на авіабазі Tyndal в штаті Флорида. Оборону сектору забезпечує 1-а повітряна армія.

## Галерея
|                                                                                              |                                           |                                                            |
| Північний вхід до ядерного бункеру горі Шайєн, де знаходиться запасний командний пункт НОРАД | Робота в середині командного центру НОРАД | Броньовані двері на вході в запасний командний пункт НОРАД |